# Jean-François Nicot
Pour les articles homonymes, voir Nicot.
Jean-François Nicot est un pédagogue, auteur français et directeur d'école normale primaire, né le 31 mars 1828 à Chagny en Saône-et-Loire et mort le 15 février 1903 à Asnières-sur-Seine dans les Hauts-de-Seine (ancienne Seine).

## Biographie

### Enfance et adolescence
Jean-François Nicot est le fils de François (1793-1872), serrurier, et de Pierrette Brunot (1801-1865), sans profession.
Troisième d'une fratrie de sept enfants, il descend d'une longue lignée de laboureurs, de vignerons et d'artisans bourguignons issue des villages de la côte de Beaune.
Il entre à l'école de Chagny en 1833 et y suit ses études élémentaires jusqu'en 1844.
À cette époque, l'instruction étant payante, l'instituteur, en plus de recevoir un traitement annuel de 500 francs, et une prime de logement de 150 francs, est rémunéré par les familles, entre un franc cinquante et six francs par mois et par élève en fonction du niveau et du contenu des études.

### Normalien
« Son oncle, le colonel Brunot de l'infanterie de marine (plus tard général), voulait faire de lui un soldat, mais le jeune Nicot préféra la carrière de l'enseignement. »

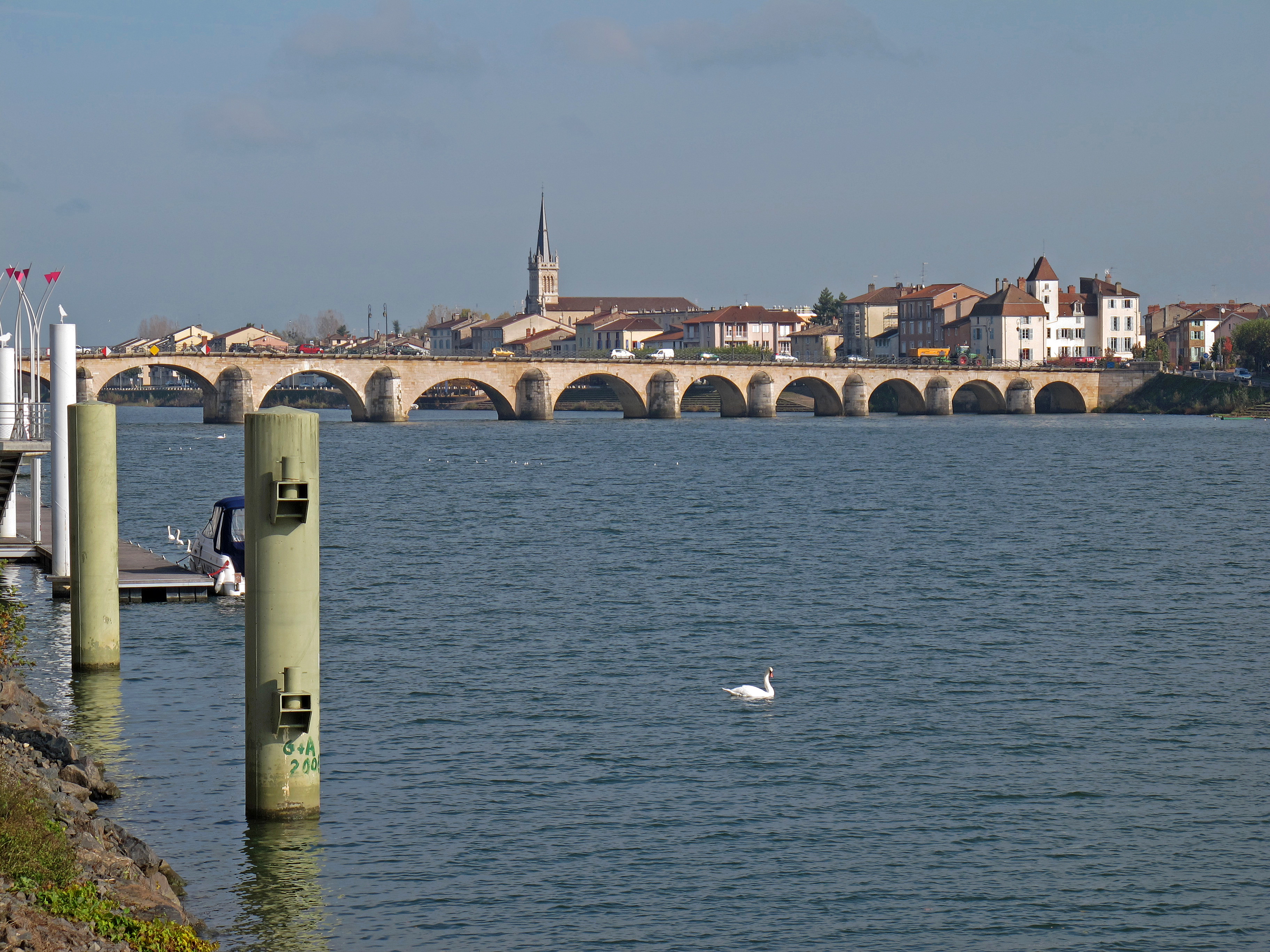
Vue du pont Saint-Laurent - Mâcon

Il est admis à 16 ans à l'école normale de Mâcon (département de Saône-et-Loire) et obtient une bourse en contrepartie d'un engagement de servir dix ans dans l'instruction publique. La seule charge de sa famille est son habillement : son uniforme d'étudiant, son trousseau ainsi que « les livres et objets à son usage ».
Il obtient son brevet élémentaire à la fin de l'année scolaire 1845 et son brevet supérieur en septembre 1846 en étant major de sa promotion.
Le 1er octobre 1846, il est nommé maître-adjoint et surveillant des études pour quatre ans dans l'école primaire supérieure annexée à l'école normale. Son traitement annuel s'élève à 300 francs auxquels pourra s'ajouter « une gratification de 100 francs en fin d'année scolaire si l'on est satisfait de ses services ».
En 1848, lors du tirage au sort pour satisfaire aux obligations militaires, il doit signer un nouvel engagement décennal dans l'instruction publique afin d'être dispensé du service.

### Instituteur

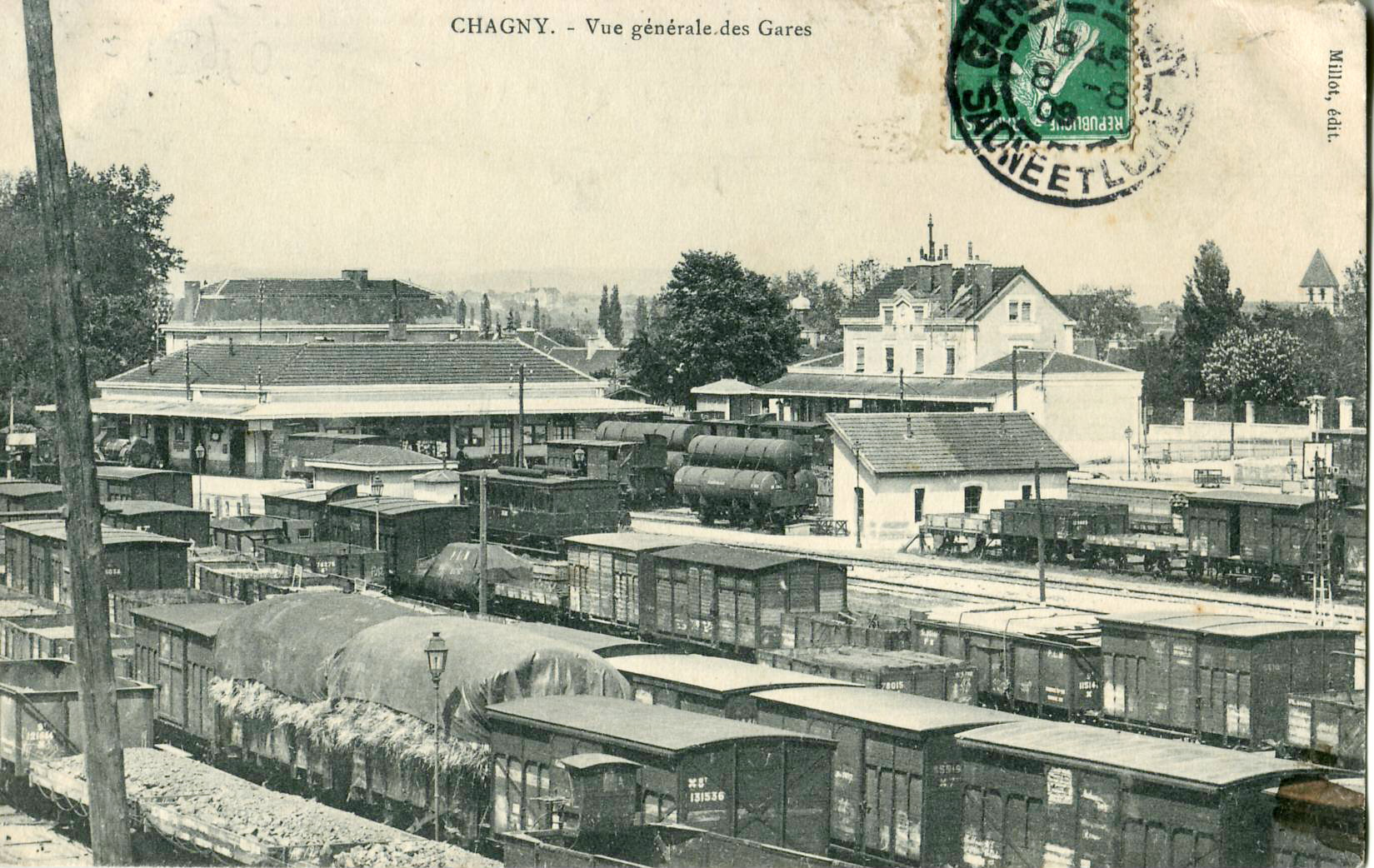
CHAGNY - Vue générale des Gares vers 1909

En juin 1850, il revient à Chagny où il est nommé « en qualité d'instituteur pour y tenir l'école élémentaire ». L'établissement compte à cette époque 140 élèves environ, dont une quarantaine d'enfants de familles indigentes, avec un sous-maître pour seconder Jean-François. Celui-ci perçoit un traitement annuel de 600 francs auquel s'ajoute la rétribution mensuelle des familles.
Il en profite pour expérimenter « la dictée préparée ».
Faisant suite au coup d'État du 2 décembre 1851 qui permet à Napoléon III, plébiscité, de devenir empereur des Français, Jean-François, comme de nombreux autres fonctionnaires, prête le serment de fidélité exigé par le nouveau pouvoir.
Le 12 avril 1853 à Chassagne-Montrachet, il épouse Judith-Françoise Ropiteau, née le 26 août 1835 à Savigny-lès-Beaune, fille de Jacques Ropiteau, originaire de Pommard, maître-tonnelier à Savigny-lès-Beaune et d'Anne-Judith Simonnot, sans profession.
À la rentrée scolaire 1853, Jean-François s'installe, avec sa jeune épouse, dans les nouveaux locaux de l'école élémentaire que la commune a fini d'aménager.
Sa première fille Louise nait le 11 juin 1856 à Chagny. Elle épousera le 10 février 1878 à Guéret (Creuse) Pierre Germain Clairin Estienne, qui sera plus tard directeur d’école normale.
La même année, il obtient la médaille de bronze.
Remplissant désormais les conditions (âge, ancienneté, diplôme), il décide de se présenter aux épreuves de l'examen d'inspecteur. Il obtient le certificat d'aptitude aux fonctions d'inspecteur de l'enseignement primaire le 5 octobre 1857. Dès le 29 décembre, il adresse une demande de poste d'inspecteur à « Son Excellence Monsieur le Ministre de l'Instruction Publique et des Cultes » mais il lui faudra patienter jusqu'au mois d'avril 1862 pour obtenir sa mutation. Pour y parvenir, il sollicite les interventions des députés Guillaume Félix Alphonse Marey-Monge et Henri Charles Roulleaux Dugage, ce dernier écrivant au ministre que Monsieur Nicot est « un sujet distingué et recommandable à tous égards ». Le préfet, faisant suite à une tournée de révision dans le canton où se situe l'école, adresse un courrier au ministre. L'oncle de celui-ci, le général de brigade Jacques Brunot intervient aussi auprès du ministre. Le recteur, pour sa part, écrit que « Monsieur Nicot serait une acquisition excellente pour cette partie du service (...) Il a de la dignité, du dehors, de la conduite ; son éducation est supérieure à celle de ses confrères en général. » Enfin, faisant suite aux interventions des 10 mai et 18 septembre 1861 du sénateur le baron Alceste de Chapuys-Montlaville, décrivant « un jeune homme actif et qui peut rendre de bons services », un arrêté signé par Gustave Rouland, ministre de l'instruction publique et des cultes, le 9 avril 1862, nomme Jean-François Nicot inspecteur de l'instruction primaire de 3e classe pour l'arrondissement de Saint-Jean-de-Maurienne.

### Inspecteur primaire

#### Saint-Jean-de-Maurienne
De mai 1862 à avril 1867, il est inspecteur à Saint-Jean-de-Maurienne (3 000 habitants en 1866) en Savoie département récemment rattaché à la France. Son traitement annuel passe à 1600 francs auxquels s'ajoutent les 1000 francs annuels de remboursement de frais de tournées exigées par son statut d'inspecteur. Il est étonné par le nombre d'écoles existantes et le niveau d'alphabétisation. Dès la 1re année, il parvient à visiter 230 écoles.

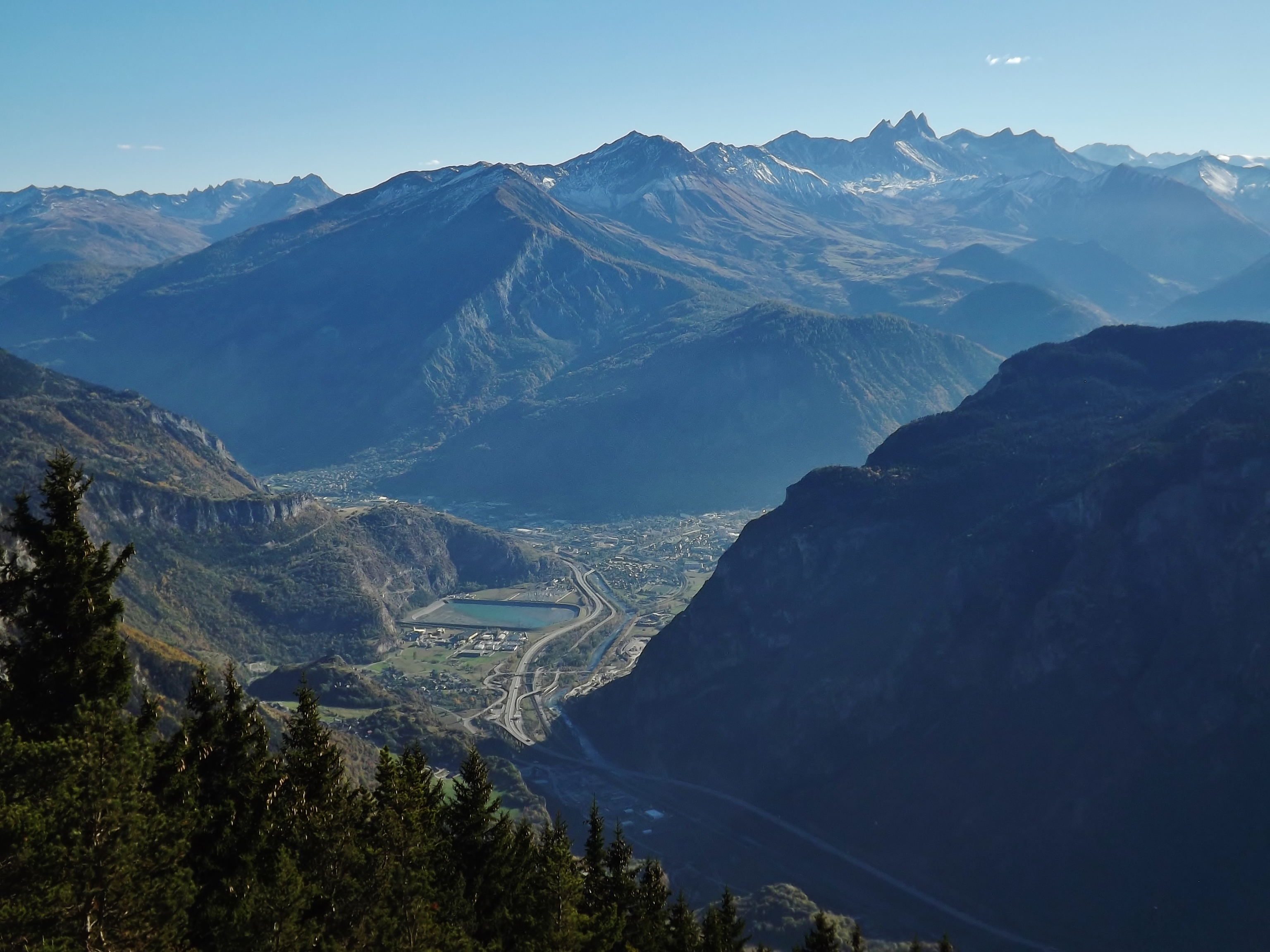
Vallée de la Maurienne depuis l'Armélaz (cliché de Floflo)

En mai 1863, il est envoyé en mission extraordinaire avec le sous-préfet et le médecin de la commission d'hygiène à Aiton. En effet, plus de 100 enfants, sur les 150 que compte l'école, ainsi que l'instituteur et l'institutrice, ont subi une assez forte indisposition. Après enquête, le malaise est attribué à l'influence des noyers situés près de la fenêtre des classes. Et le rapport de conclure : « On s'occupe des moyens de faire disparaitre cette indisposition générale ».
À partir de 1864, il institue chaque jeudi des conférences cantonales destinées au perfectionnement du savoir-faire professionnel des instituteurs. Au cours de celles-ci sont abordés les sujets qui lui semblent les plus urgents : « les méthodes les plus pratiques », « la distribution du temps et du travail ».
En juillet 1864, Jean-François sollicite sa hiérarchie pour une demande de mutation dans le département de la Côte-d'Or. Le dernier rapport le concernant précise que celui-ci est « capable, exact, consciencieux, il ne néglige rien pour se mettre et se tenir au courant de la situation des instituteurs et des écoles placées sous sa direction et pour leur imprimer une bonne impulsion (...) Homme de jugement, prudent et connaissant bien le service. Son influence sur les autorités locales est bien établie. Il a réussi dans un arrondissement des plus difficiles, et réussira partout ».
Dans le cadre de sa mission, celui-ci n'a eu à sévir que rarement : il obtient le renvoi d'un instituteur pour brutalité et grossièreté ; celui d'un autre pour avoir quitté son poste en compagnie d'une femme mariée ; enfin, il sanctionne un instituteur qui s'était permis de visiter une école en se présentant comme « Inspecteur délégué ».
Il obtient le titre d'Officier d'Académie le 28 décembre 1865.
Sa seconde fille, Marguerite, nait le 6 décembre 1866 à Saint-Jean-de-Maurienne en Savoie.

#### Besançon

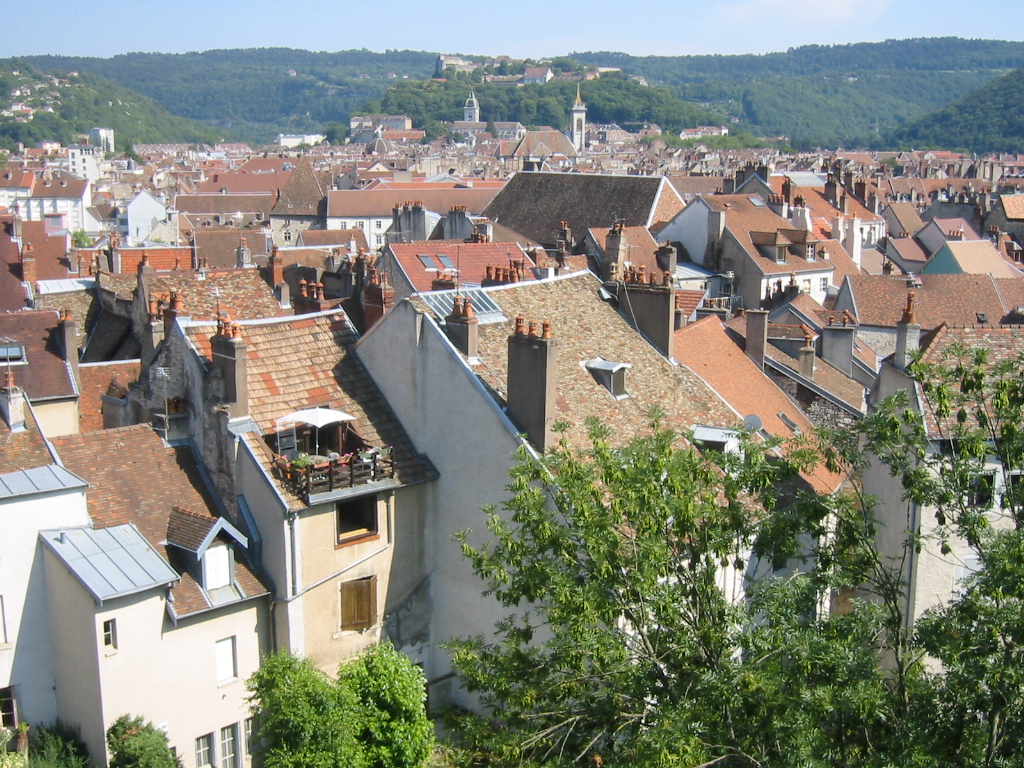
Besançon et sa citadelle (cliché d'Arnaud 25)

Le 22 mars 1867, il obtient du ministre Victor Duruy sa mutation à Besançon (47 000 habitants en 1866) dans le département du Doubs où il est officiellement nommé début avril. Il y restera 3 ans. Faisant droit à sa demande, le ministère lui octroie une indemnité de 204 francs venant en déduction de ses frais de déménagement. Son traitement annuel a été porté à 1800 francs auxquels s'ajoutent une prime de 1067 francs pour frais de tournées et de 100 francs de frais de bureau.
Le 1er janvier 1868, faisant suite à sa demande du 27 novembre précédent, soutenue par le député Guillaume Félix Alphonse Marey-Monge, le préfet du Doubs et Léonel de Moustier, ministre des affaires étrangères et ancien député du Doubs, celui-ci est promu inspecteur de 2e classe avec un traitement annuel de 2300 francs, l'allocation départementale étant maintenue à 100 francs, les frais de tournées portés à 1400 francs.
Le 4 avril 1870, par arrêté signé du ministre Alexis Segris, Jean-François est nommé directeur de 3e classe de l'école normale de Draguignan dans le Var. Celui-ci demande à ne pas être affecté à ce poste, mais le ministre répond par la négative en ajoutant qu'il est toutefois disposé à lui accorder des frais de déplacement (439,80 francs pour une dépense réelle de 700 francs environ) et qu'il prend note de son souhait d'obtenir une direction d'école normale « dans le ressort des Académies de Besançon, Dijon ou Lyon ».
Le 23 avril, Jean-François Nicot s'installe avec sa femme et ses deux filles à Draguignan (9800 habitants en 1866).

### Directeur d'école normale

#### Draguignan

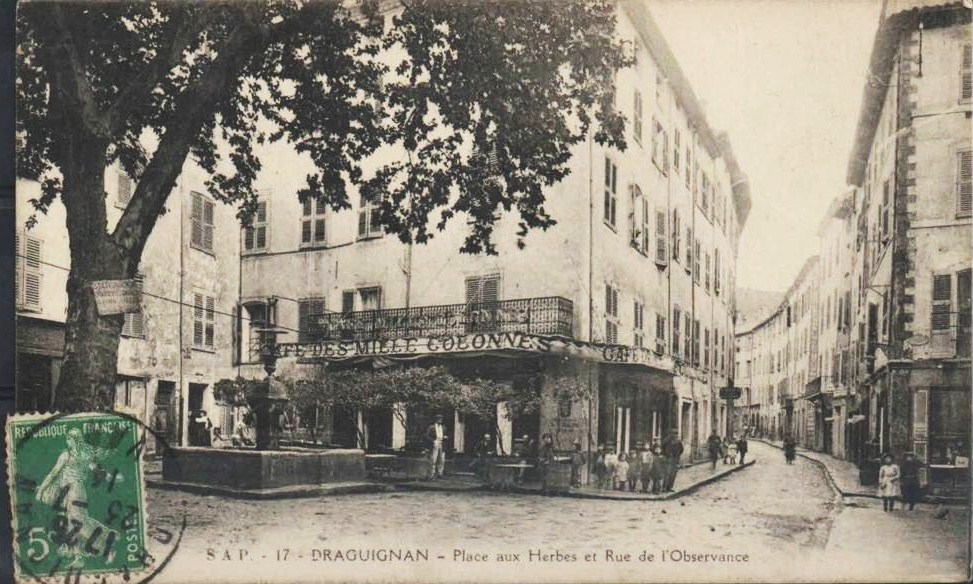
Place aux Herbes à Draguignan (1910)

Il prend officiellement ses fonctions le 25 avril 1870. L'école est placée sous le contrôle d'une commission de surveillance composée du maire, de l'archiprêtre-curé, de l'ingénieur en chef des Ponts et Chaussées et du commandant du génie. Cette commission a le pouvoir de rédiger le règlement intérieur, de dresser le budget, de fixer les quantités de produits à acquérir et de décider si les approvisionnements se font par adjudication ou non. Elle répartit également les bourses entre les candidats reçus. A cette époque, le total de l'effectif des trois promotions réunies s'élève à 28 élèves qui ont entre 17 et 22 ans.
Quelques mois plus tard, c'est la guerre de 1870 qui voit, en septembre, la chute du second empire et la proclamation de la Troisième République: l'école normale sert pendant plusieurs mois de casernement à une compagnie de soldats constituée à Draguignan. Les études se poursuivent pour les élèves, mais avec quelques perturbations.
Faisant suite aux examens du brevet pour les élèves de 3e année, le procès-verbal des délibérations du conseil départemental de l'instruction publique du 14 août 1871 note: « Ce sont là des résultats satisfaisants qui témoignent d'une direction ferme, intelligente et habile, et qui prouve de la part des élèves un travail sérieux et persévérant ».
Toujours directeur de 3e classe, le traitement annuel de Nicot est, vers cette époque, de 2700 francs. En octobre 1874, il est porté à 3 000 francs.
Le 30 avril 1876, il est notifié par arrêté du ministre de l'instruction publique et des beaux-arts William Henry Waddington, de sa nouvelle affectation à l'école normale de Guéret dans la Creuse. Etonné par cette mutation, il demande sans succès à être maintenu, pour des raisons financières, dans ces anciennes fonctions.

#### Guéret

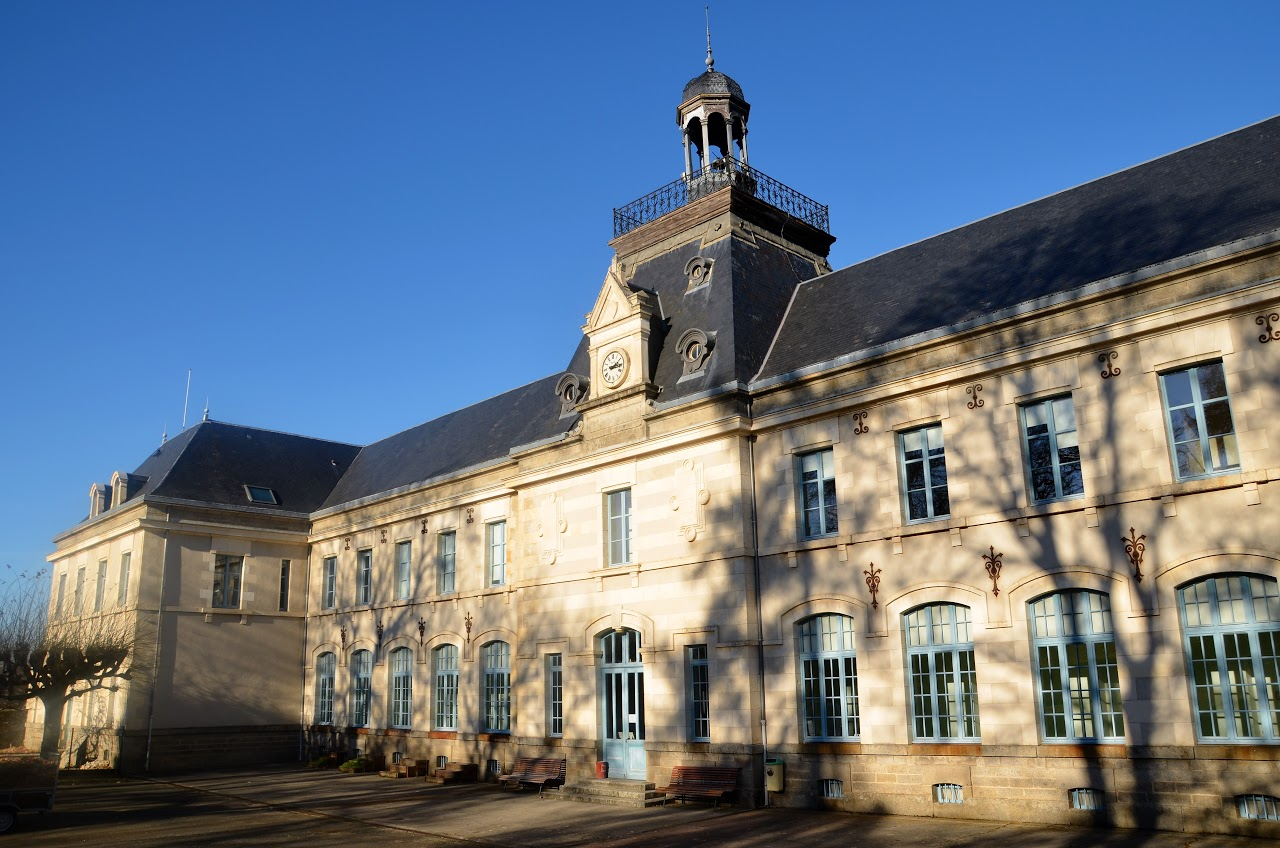
L'Ecole normale de Guéret en 2016 (cliché de Daladriel)

Il devient directeur de l'école normale de Guéret dans la Creuse en mai 1876 (5800 habitants en 1876).
L'école normale de Guéret, créée en 1830, est annexée au collège municipal vers 1833 et s'installe dans ses propres locaux en 1835. Nicot semble avoir été appelé à ce poste parce que le Recteur demandait « un fonctionnaire d'élite pour la relever ». Il y est chargé notamment de l'enseignement de la langue française et de la pédagogie.
Au 1er octobre 1877, Nicot fait nommer Pierre Estienne maître-adjoint dans son établissement.
Le 22 octobre, faisant suite à une demande de promotion à la 2e classe de son grade, pour laquelle il sollicite le soutien de Louis Bandy de Nalèche un des députés du département, du sénateur Léonce Guilhaud de Lavergne, ainsi que du préfet de la Creuse, son traitement annuel passe à 4000 francs. L'inspecteur général décrit Jean-François Nicot comme « un homme en bonne santé, à la conduite irréprochable, au caractère froid, estimé, bien à son devoir ».
Le 26 février 1879, par arrêté du tout nouveau ministre de l'instruction publique Jules Ferry, il est nommé à la direction de l'école normale de Villefranche-sur-Saône.

#### Villefranche-sur-Saône
Le 16 mars 1879, il quitte Guéret pour Villefranche-sur-Saône dans le département du Rhône (12500 habitants en 1876).

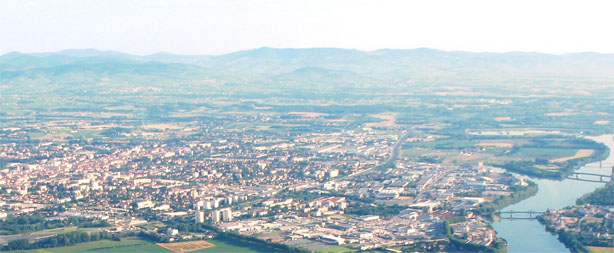
Villefranche-sur-Saône

Le 12 mai 1880, un article du journal local Le Lyon républicain attaque violemment l'école normale de Villefranche pour son cléricalisme. Il reproche à l'établissement de faire la part belle à l'enseignement religieux (morale, catéchisme, plain-chant, harmonium, service quotidien de la messe, prières, etc.). Le journaliste termine son article en s'interrogeant : « Comment se fait-il que l'école normale soit transformée en pépinière de Jésuites? ».
En juillet, Jean-François Nicot fait l'objet d'une inspection. Le rapport précise que celui-ci « n'a pas le don du commandement », mais qu'on peut le maintenir en fonction « encore un an ou deux ».
Peu après, Jean-François Nicot apprend que le transfert de l'école normale vers Lyon est effectif pour la rentrée. Le recteur semble en prendre prétexte pour demander un changement de directeur.
Le 7 octobre, Nicot est reçu par Ferdinand Buisson qui lui signifie qu'il est muté à l'école normale de Rodez. Affectation qu'il refuse aussitôt. Faisant suite à un second article du journal Le Lyon Républicain qui dénonce une collecte faite à l'école par l'aumônier en faveur de l'Œuvre de la Propagation de la Foi, il adresse une nouvelle longue lettre au directeur de l'enseignement primaire « pour replacer l'incident sous son vrai jour ». Il y énumère toutes les mesures qu'il a prises pour réduire les pratiques traditionnelles : suppression de l'assistance aux sermons de la Semaine Sainte à la paroisse, des exercices du mois de Marie, du port du costume ecclésiastique par les élèves servant l'office à la chapelle de l'école, du service du chant à la messe paroissiale, des lectures de piété suivant la prière du soir, des reposoirs de la Fête-Dieu et du Vendredi Saint, de la visite au reposoir des Jésuites. Enfin, il ajoute qu'il « a fait placer dans la salle d'études, un buste de la République ».
Le 24 octobre, il est informé qu'en définitive il est nommé à la direction de l'école normale d'Alençon dans l'Orne, en Normandie. Il répond qu'il s'y rendra dès le lendemain.

#### Alençon

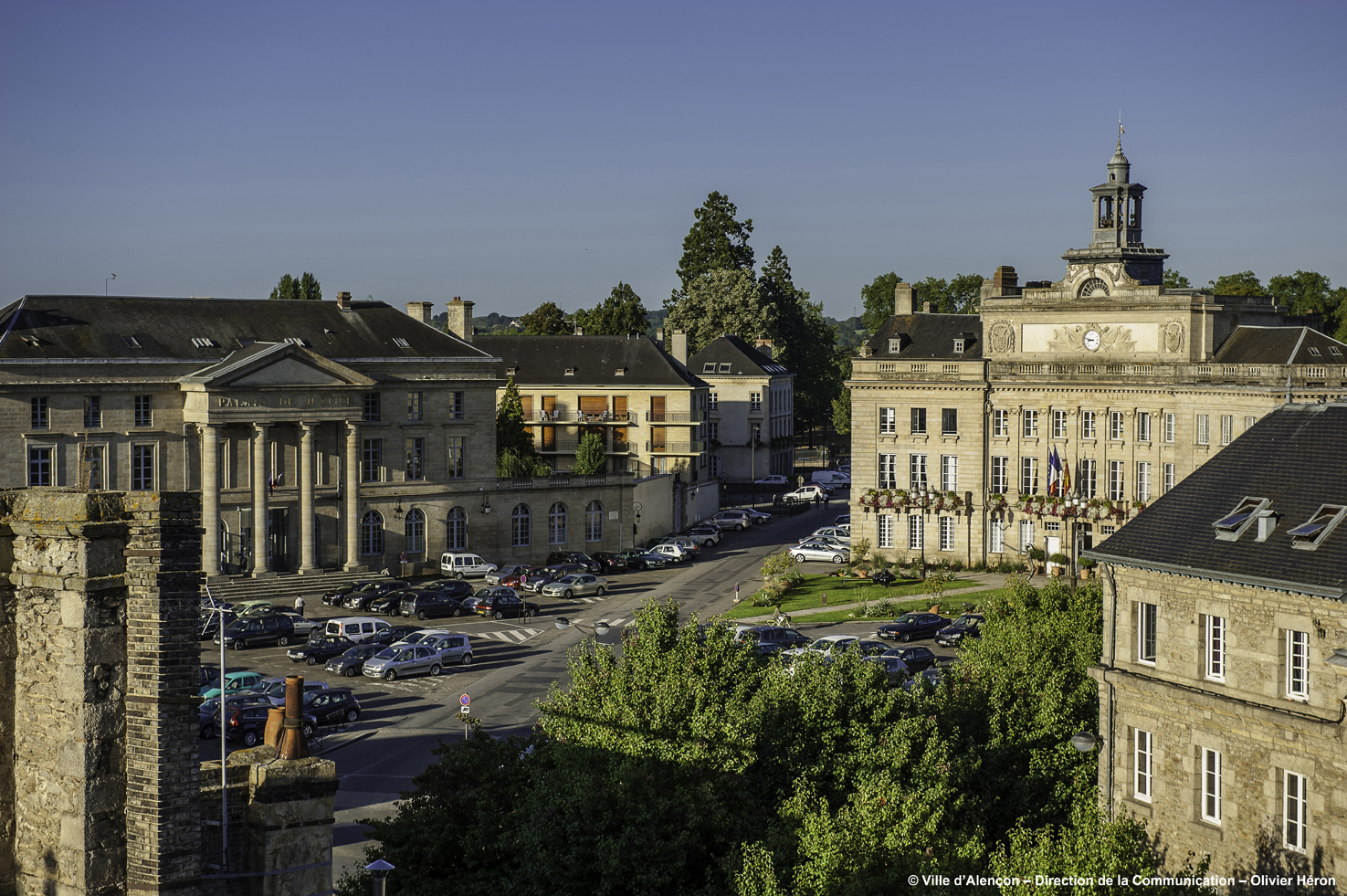
Alençon - Place Foch

Le 26 octobre 1880, il arrive à Alençon (17 000 habitants la même année). Il prend officiellement ses fonctions le lendemain en présence de l'inspecteur d'académie et du président de la commission de surveillance, un certain monsieur de la Tournerie. Il est logé dans l'appartement de 8 pièces qui occupe le premier étage de l'aile droite de l'établissement.
En 1881, il assiste au Cirque d'Hiver à une conférence donnée par Paul Bert alors ministre de l'instruction publique.
Faisant suite à la création de l'école normale supérieure de Saint-Cloud, le titre de « Professeur » est conféré à tous les maîtres comptant dix ans d'exercice et ayant quarante ans d'âge. C'est le cas de Jean-François Nicot qui obtient en 1882 le titre de Professeur dans l'ordre des Lettres exerçant la fonction de Directeur.
Pendant la décennie de direction de Nicot, la bibliothèque des élèves de l'école normale compte près d'un millier de volumes dont les deux tiers sont des ouvrages classiques. Le nombre de livres empruntés s'accroit jusqu'à près de quatre cents.
Comme pour ces deux précédents postes de directeur, il continue d'initier les élèves à la confection de cartes en relief de la région. Cela leur permet, selon lui, tout en pratiquant un travail manuel, d'approfondir leurs notions de géographie, d'arpentage, de calcul et de dessin.
Durant l'année scolaire 1887/1888, un jeune professeur de vingt-cinq ans Gaston Mouchet, est chargé de cours d'anglais pour quelques heures par semaine à l'école normale d'Alençon. Celui-ci épousera la fille de Jean-François Nicot, Marguerite, le 5 avril 1888 dans cette même ville.
Quelques jours plus tard, atteint par la limite d'âge et en dépit de sa demande de report de départ à la retraite, Jean-François Nicot est notifié, par arrêté du ministre Édouard Lockroy en date du 11 avril 1888, qu'il est admis « à faire valoir ses droits à la retraite » le 12 mai suivant. Celui-ci lui confère l'honorariat « en raison de ses mérites ».
Ses ressources financières annuelles passent de 5000 francs, plus la jouissance d'un logement de fonction et tout ce qui l'accompagnait, à la somme de 3298 francs.

### Auteur

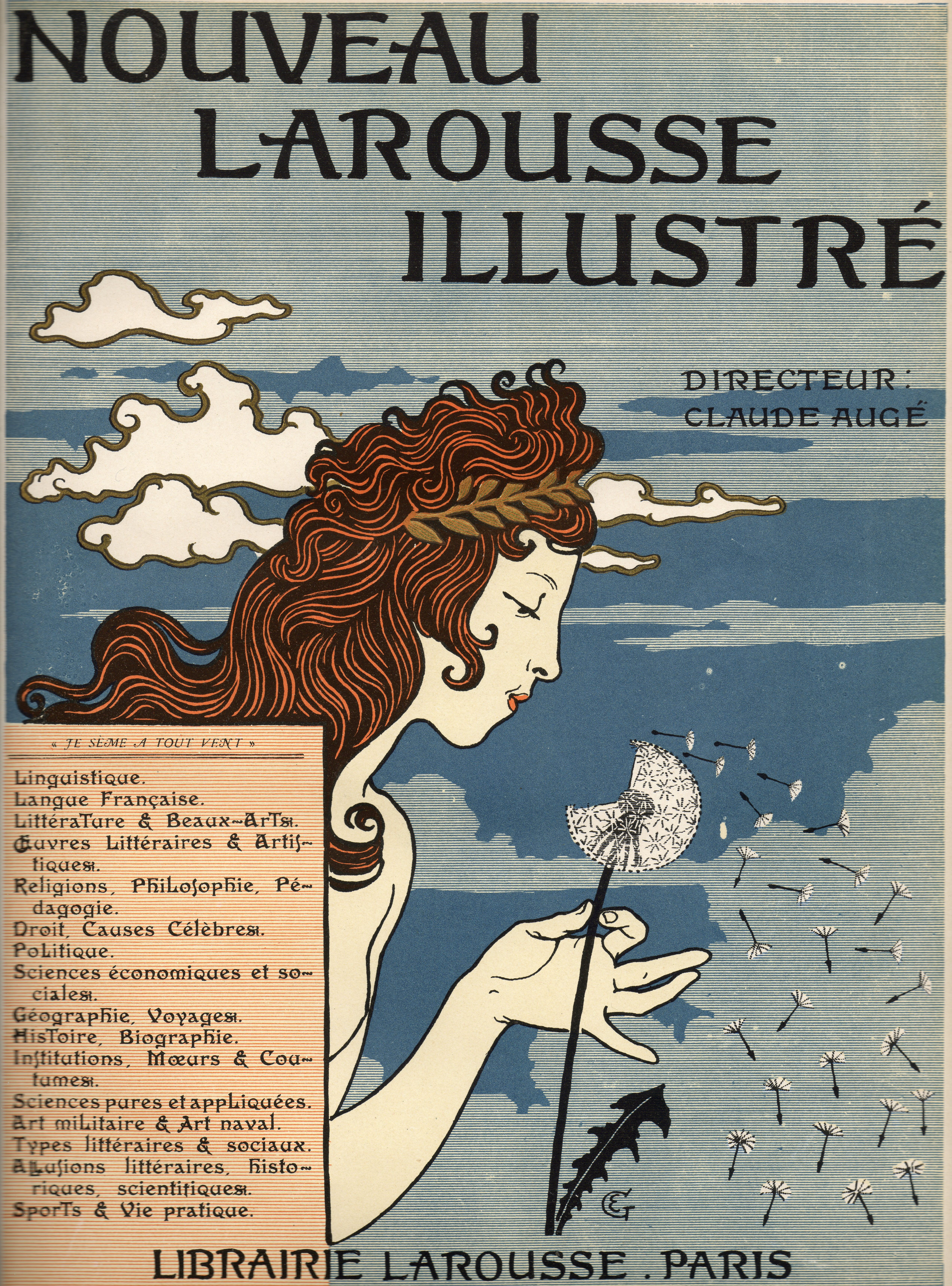
Nouveau Larousse illustré 1897-1904

À la demande de son directeur, Jean Chaumeil inspecteur de l'enseignement primaire, il collabore à la revue mensuelle Le Progrès de l'Enseignement Primaire, éditée aux Éditions Larousse, créée en 1886, pour laquelle il rédige une cinquantaine d'articles pédagogiques entre 1889 et 1894. Ses premiers articles de la rubrique Correspondance scolaire sont destinés à répondre aux abonnés de la revue qui le consultent sur les difficultés d'interprétation de la législation scolaire ou autres sujets pouvant intéresser le personnel de l'enseignement primaire. Plus tard, il se voit proposer, par le même Jean Chaumeil, de tenir la rubrique Causerie pédagogique dans laquelle il s'agit d'apporter, sur un ton familier, à des instituteurs soucieux de leur perfectionnement, des informations, des conseils ou des suggestions, des réflexions sur l'art d'enseigner. Chaque article tient sur environ trois pages et deux colonnes dans chaque numéro de la revue. Des sujets variés sont abordés : la réforme de l'orthographe, la grammaire, la lecture expressive, la lecture expliquée, la récitation, l'analyse littéraire, l'enseignement du français dans les écoles indigènes, l'enseignement de l'arithmétique, des sciences physiques et naturelles, de l'agriculture, du chant, du dessin, etc. Les thèmes de l'éducation morale, la vérité, la politesse sont également abordés.
Vers cette époque, il est nommé délégué cantonal aux jurys d'examens du certificat d'études primaires.
À partir de l'année 1894, il participe aux commissions d'examen d'instruction primaire de la Seine.
À la demande du lexicographe Claude Augé, il fait partie, à partir de 1897, des 150 collaborateurs participant à la rédaction du Nouveau Larousse illustré (1897-1904) en sept volumes (237 000 articles répartis sur 7 600 pages) qui assurera le succès de l'éditeur pendant trente ans.
Il meurt le 15 février 1903 à son domicile d'Asnières, ville dans laquelle il s'était installé en 1893 et est inhumé au cimetière de la ville le 17 février.
Son épouse Judith s'éteindra le 10 juillet 1910 à Aix-en-Provence et sera inhumée au cimetière Saint-Pierre de la ville.

## Publications
Il est l'auteur d'une cinquantaine d'articles parus à partir de 1889 dans la revue pédagogique Le Progrès de l'Enseignement Primaire (jusqu'en 1894) et La Revue de l'Enseignement Primaire et Primaire Supérieur.
Il est également l'auteur de plusieurs définitions terminologiques des sept volumes du Nouveau Larousse Illustré qui paraissent aux éditions Larousse à partir de 1897.

## Liens de parentés
Il était le neveu du général Jacques Brunot, le grand-père du linguiste et ethnologue Jean Mouchet, l'arrière-grand-père de l'universitaire Patrick Andrivet, le beau-père du pédagogue Gaston Mouchet et le beau-père de l'auteur et pédagogue Pierre Estienne.